# Move Back Home
Move Back Home è il quarto album in studio della band pop punk The Queers, pubblicato nel 1995 dalla Lookout! Records.

## Tracce
1. She's A Cretin
2. Next Stop Rehab
3. High School Psychopath II
4. If You Only Had A Brain
5. I Gotta Girlfriend
6. Hawaii
7. From Your Boy
8. Definitely
9. Everything's Going My Way
10. Cut It Dude
11. I Can't Get Invited To The Prom
12. That Girl
13. Peppermint Girl
14. Surf Goddess
15. Mirage
16. Get Over You
17. Quit Talkin'

## Formazione
- Joe King - chitarra, voce
- B-Face - basso, voce
- Hugh O'Neill - batteria